# Lost Eden
Ne doit pas être confondu avec Lost Eden (groupe).
Lost Eden est un jeu vidéo d'aventure de fantasy développé par le studio Cryo Interactive et publié par Virgin Games en 1995. Il a été conçu pour être joué sur un ordinateur personnel sous DOS, Windows ou Mac OS, ou bien sur les consoles 3DO Interactive Multiplayer et CD-i. Le jeu se déroule dans un univers où les humains cohabitent avec des dinosaures dotés d'intelligence, et relate la quête d'un prince qui tente d'unir humains et dinosaures contre les agressifs tyrannosaures.

## Synopsis
Le jeu se déroule dans un passé légendaire de la Terre où les humains et les dinosaures cohabitent et où les dinosaures ont une intelligence humaine. Le narrateur Eloi, un ptéranodon, nous conte a posteriori l'histoire du roi Adam de Mô, qu'il a connu dans sa jeunesse. Eloi jeune apparaît dans le jeu, où il fait partie des compagnons d'Adam, mais Eloi âgé fait quelques apparitions en tant que narrateur dans certaines scènes cinématiques.

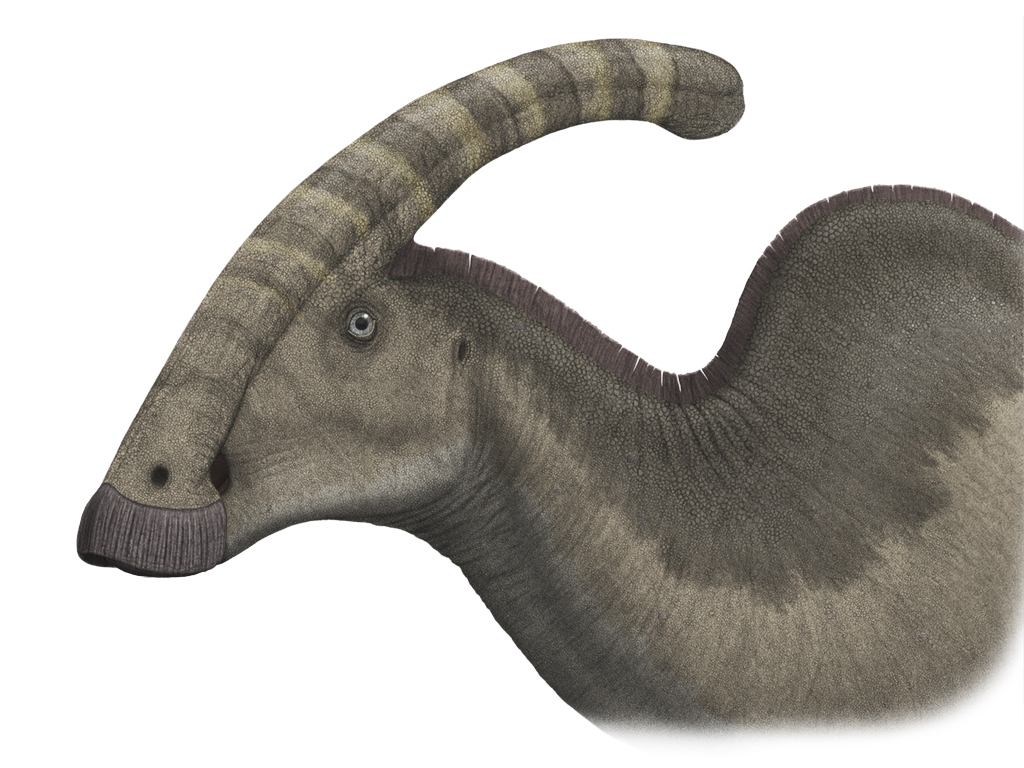
Vue d'artiste d'un parasaurolophus, genre auquel appartient Dina, un des principaux personnages du jeu.

Le joueur incarne Adam de Mô, le fils de Gregor, roi du royaume de Mashaar. Autrefois, les dinosaures et les hommes vivaient en harmonie et les tribus par-delà les océans subsistaient face aux dangers posés par la nature et les tyrannosaures en bâtissant des citadelles. Ces dernières étaient le fruit de la collaboration entre les hommes et les dinosaures. Le jeu commence dans la citadelle de Mô, capitale du royaume de Mashaar et dernière citadelle des humains, le jour du dix-huitième anniversaire d'Adam. Adam apprend par son père le Roi que les tyrannosaures, venus du Nord, viennent de raser la ville humaine de Chamaar et de dévorer ses habitants. À leur tête, Moorkus Rex, un chef sanguinaire, est déterminé à soumettre le monde entier à sa dictature. Le secret de la construction des citadelles et d'autres savoir-faire indispensables à la coopération harmonieuse entre humains et dinosaures ont été perdus, laissant les deux peuples à la merci des tyrannosaures. Le roi Gregor ordonne à Adam de rester à l'abri dans les murs de la citadelle de Mô. Mais Eloi, messager de Mô et ami du roi, apprend à Adam que son amie Dina, une parasaurolophus, souhaite le voir : cela conduit Adam à sortir de la citadelle et à enfreindre les ordres de son père. Dina conduit Adam jusqu'au chevet de son grand-père, Thau, qui est mourant. Avant de mourir, Thau convainc Adam de tout tenter pour repousser l'invasion des tyrannosaures. Pour cela, il doit redonner courage aux hommes et aux dinosaures, convaincre les différents peuples de s'unir contre l'ennemi commun, et retrouver le secret de la construction des citadelles.
Adam voyage à travers les différentes contrées afin de rencontrer plusieurs peuples d'humains et de dinosaures. Au fil de son aventure, il découvre peu à peu comment convaincre différentes espèces de dinosaures de s'allier entre elles et de coopérer avec les humains pour construire des citadelles. Il doit également veiller à repousser les attaques des tyrannosaures. Les secrets qu'il découvre lui permettent de renverser le cours de la guerre, et finalement de vaincre Moorkus Rex en personne dans son antre.

## Principe du jeu
Le joueur doit explorer des lieux, interagir avec les personnages et résoudre des énigmes souvent basées sur la manipulation d'objets qu'il découvre. Le jeu ne comporte pas de séquences de combat proprement dites, de sorte qu'Adam est peu fréquemment en danger de mort au cours du jeu : cela n'arrive que lorsqu'il rencontre des tyrannosaures. Dans ces cas, la confrontation est résolue en recourant à la fuite, à la ruse ou à des objets magiques, et non à un affrontement physique direct.

### Interface principale
Lost Eden est un jeu d'aventure en pointer-et-cliquer : le joueur évolue en vue subjective dans un environnement en images de synthèse pré-calculées. Chaque décor est fixe, mais les déplacements donnent lieu à de brèves scènes cinématiques. Le curseur de la souris, qui a forme d'un cube tournant sur lui-même, indique les actions possibles selon l'endroit de l'écran survolé : des flèches s'affichent sur le cube lorsqu'il est possible de se déplacer, une silhouette humaine apparaît quand il est possible de parler à un personnage, et une main apparaît lorsque le curseur survole un objet que l'on peut prendre. Les objets que transporte Adam sont stockés dans un inventaire qui apparaît en permanence au bas de l'écran. En haut de l'écran figure un petit portrait d'Adam, ainsi que les portraits des personnages qui l'accompagnent : cliquer sur ces portraits permet d'afficher en plus grand Adam et ses différents compagnons présents, afin de leur parler ou bien de leur montrer ou de leur donner des objets. Le menu principal du jeu est accessible en cliquant sur le portrait d'Adam. Il donne accès aux options de sauvegarde, ainsi qu'aux réglages de son et de sous-titres, et à une fonctionnalité permettant de visionner à volonté les dernières scènes de dialogue de la partie en cours. La fonctionnalité de sauvegarde permet de sauvegarder jusqu'à trois parties en cours différentes. Par défaut, si le joueur perd, le jeu reprend depuis le début, mais une option permet de repartir du dernier endroit où le joueur se trouvait au moment du game over.

### Interfaces d'exploration des lieux
À partir du moment où Adam explore d'autres endroits que son lieu de départ (la citadelle de Mô), il devient possible d'afficher une carte du monde sur laquelle s'affichent tous les lieux débloqués. Cliquer sur un lieu permet de s'y rendre directement, sans avoir à voyager « manuellement » à travers toutes les étapes du chemin. La carte géographique est accessible depuis l'écran principal en cliquant n'importe où dans le ciel.
Une autre interface est prévue pour l'exploration des vallées. À son arrivée dans une vallée, le joueur a accès à une vue aérienne du site, et peut cliquer à tout endroit pour s'y rendre directement et l'explorer en vision subjective. De plus, une mini-carte de la vallée située dans le coin supérieur droit de l'écran indique la nature du terrain ainsi que la plupart des endroits notables (ceux où Adam a rencontré d'autres personnages et dinosaures, et l'emplacement de la citadelle une fois que sa construction a débuté). Cliquer sur la mini-carte permet de revenir à tout moment à la vue aérienne.

### Univers du jeu
Pour l'emporter, le joueur doit - entre autres - bâtir des citadelles (cinq en tout). Cette construction n'est possible qu'en faisant coopérer les différentes espèces qui peuplent les vallées. Ces espèces sont, par ordre d'apparition : 
- Humains : Il faut les contacter en premier car eux seuls peuvent donner un plan et de la nourriture aux dinosaures et leur permettre de travailler. On rencontre différentes races humanoïdes au cours du jeu : Hommes-singes, Amazones, Orcs... chacune affiliée à une région.
- Apatosaures : Transportent le héros et ses compagnons d'une vallée à l'autre.
- Ptérodactyles : Au début, Eloi est le seul compagnon volant d'Adam et son messager. Par la suite, Adam rallie les Ptérodactyles. Ceux-ci aident alors le groupe entier à se déplacer entre les régions.
- Parasaurolophus : Ces dinosaures, comme Dina, savent parler aussi bien aux humains qu'aux autres dinosaures et servent d'interprètes.
- Brontosaures : Indispensables pour poser les bases des citadelles.
- Mosasaures : Peuvent être rencontrés près des plans d'eau. Si le joueur parvient à les attirer à la surface, ils lui donnent des renseignements précieux.
- Vélociraptors : Seuls dinosaures à ne pas craindre les tyrannosaures. Ils peuvent protéger la citadelle en construction à condition de les payer avec de l'or et de leur donner des armes.
- Tricératops : Indispensables pour compléter le travail des brontosaures, car ils connaissent le secret des forteresses.
- Aquasaures (sortes de Mésosaures) : Apparaissent seulement à l'entrée de la vallée de Tamara et permettent d'emprunter un passage secret.
- Tyrannosaures : Les seuls dinosaures dangereux du jeu. Au début, le joueur doit les fuir à tout prix ; plus tard il trouve des objets magiques pour leur faire peur.

## Développement
L'équipe de développement du jeu comprend les personnes suivantes :
- Graphismes : 	Jean-Jacques Chaubin, Isabelle Grospiron, Danièle Herbulot, Philippe Jedar, Yvon Trevien, Sohor Ty
- Musique : Stéphane Picq
- Sons : Stéphane Picq
- Textes : Johan K. Robson, avec la participation spéciale de Steve Jackson
- Programmation : Patrick Dublanchet
- Programmation additionnelle : Rémi Herbulot, Olivier Robin, Pascal Urro
- Conception originale : Rémi Herbulot, Johan K. Robson, Philippe Ulrich
- Version pour 3DO : Frédéric Nespoulous
- Version CD32 : Rosan Desirabel
- Version CD-i : Alain Saffray
- Voix : Paul Bandey, Kim Michelle Broderick, Patrick Floersheim, Steve Gadler, David Gasman, Roger Lumont, Edward Marcus, Gay Marshall, Mike Marshall, Karen Strassman, Yannick Vail, Michel Vigné
- Synchronisation des mouvements des lèvres : Regina Bolly, Thierry Carado, Jean-Marc Delon, Danièle Herbulot
- Dirigé par : Rémi Herbulot
- Producteur : Diarmid Clarke
- Producteur exécutif : Jon Norledge
- Assurance qualité par : Simon Humber, John Martin, Sacha Tait, Michael Wenn
- Directeur assurance VIE Quality : David Maxey
- Manager assurance VIE Quality : Stacey Mendoza
- Assurance VIE Quality : Gordon L. Madison Jr.
- Coordinateur design et illustrations (artwork) : David Miller
- Conception du manuel du jeu : Mick Lowe Design
- Conception de l'emballage : Blue Source

## Bande originale du jeu
Le compositeur Stéphane Picq a réalisé l'intégralité de la musique du jeu. La bande originale du jeu a été éditée par Shooting Star.

## Réception
Le jeu reçoit un accueil favorable à sa sortie. Le site agrégateur de critiques MobyGames donne au jeu, dans sa version DOS, une moyenne de 71 sur 100.
En France, le magazine Joystick donne une note de 85 sur 100 à la version CD-i et de 90 sur 100 à la version PC, en jugeant le jeu bien adapté aux débutants cherchant « un jeu pas trop complexe qui [leur] en mette plein la vue » et en indiquant que les joueurs chevronnés pourront le terminer très vite.
Dans le monde anglo-saxon, le magazine PC Gamer donne 89 sur 100 à la version DOS en saluant « [les] graphismes somptueux et [le] scénario original » du jeu, lequel « confirme la réputation de Cryo comme excellent concepteur de jeux d'aventure ». Le magazine américain GamePro, qui teste la version 3DO, donne au jeu la note de 70 sur 100 en le recommandant aux fans de Myst mais en lui reprochant ses longs dialogues. Le magazine Quandary, testant la version DOS, donne au jeu 60 sur 100 et lui reproche sa grande linéarité.